# لوبوش راچانسکی
لوبوش راچانسکی (چکی: Luboš Račanský؛ زادهٔ ۱۳ مارس ۱۹۶۴) تیرانداز اهل چکسلواکی بود.
وی در مسابقات کشوری و بین‌المللی در مجموع برندهٔ ۱ مدال برنز شده‌است.